# 末廣農場
末廣農場（すえひろのうじょう）とは、現在の千葉県富里市七栄650-2にあった試験農場。1887年旧下総種畜場の用地343町歩を、三菱財閥二代目の岩崎弥之助が購入し、1912年、弥之助の甥である岩崎久弥がここに末廣農場を設置した。千葉県における近代農業発祥の地とされる。

## 概要
- 「末廣」とは地名ではなく、扇型に開く独特の地形を東京などから入植した人々が「末廣野」「末廣野原」と呼称していたことにちなむ。

## 歴史・沿革
- 1870年(明治3年)、江戸幕府の直轄牧から明治政府の開墾地へ。
- 1870年(明治8年)、大久保利通により下総牧羊場が設置。開墾地は再び政府所有に戻り「獅子穴区」と呼ばれ、後に払い下げ対象地となる。
- 1882年(明治15年)、払い下げ対象地の購入を初代富里村長藤崎友十郎が名乗り出るが代金の支払いが間に合わず断念。
- 1887年(明治20年)、払い下げ対象地の購入を河村信吾が名乗り出るが代金の支払いが間に合わず、岩崎弥之助に買換えを依頼。岩崎家として農牧事業を行う目的として343町歩の土地を購入。久彌に土地利用を指示。やせた土地に植林事業を行い、「獅子穴牧場」と呼ばれる。
- 1911年(明治44年)、久弥の弟である岩崎正弥が米国留学から帰国。
- 1912年(大正元年)11月1日、養鶏と養豚を事業とした農場を開始。初代農場長は赤星陸治。
- 1915年(大正4年)、正弥の社内異動に伴い、農場活動は休止へ。
- 1919年(大正8年)、久弥が自ら農場運営と技術指導に携わる。農場経営は東山農事に委託。
- 1923年(大正12年)、小岩井農場の技師と共に、農場長橘常喜が八か月に及ぶ海外視察へ。
- 1945年から1952年、第二次世界大戦の終結からGHQによる財閥解体、農地解放によって、末廣農場は閉鎖。一部の土地が千葉県に譲渡され「千葉県畜産試験場」となる[1]。
- 1949年(昭和24年)6月21日、久弥は末廣農場内の別邸に移り住む。
- 1971年（昭和46年）、新東京国際空港建設に際して、用地買収に応じた農家への代替地として、千葉県畜産試験場の土地が提供される。末廣農場関係の施設は、旧岩崎家末廣別邸とその周辺の土地のみとなる[1]。（→成田空港問題）

## 運営とその成果

### 正弥による運営
- 洋式の養鶏法で上質な肉を生産し、宮内省などにのみ流通。好評だったが、高コストだったために一般に流通しなかったほか、営利事業としては上手くいかなかった。

### 久弥による運営
- 月に数度は東京の本邸から通う。
- 農場長の橘常喜に対し、「採算を度外視して、畜産界の改良進歩に資し得る模範的実験農場を作って貰いたい」と言った。自己利益的な農業と畜産を実施するのみでなく、畜産と農業の改良に関する多くの資料を作り、逐次各方面の研究会などに発表、提供した。

### 成果
- 欧米の最新機械を導入し、先進的組織的農法での運営。
- 養鶏は最高時には8000羽を飼育。産卵は年間45万個。
- 養豚は年間1000頭を生産し、ハムなどの加工製品を自家製造、立川養豚場を通じて販売。
- 農業は試験農場として、主に小豆、小麦を生産。北総地域では収穫の難しかった大豆の多収穫方法を確立。
- 千葉県農業試験場から、白菜、西瓜の原々種栽培を委託された。

## 逸話
- 「物にはそれぞれ使命があるのだから、最後までその使命を全うさせるようにしなければならぬ。古い草鞋は堆肥にすれば、まだ十分役立てることができる。」

農場内に打ち捨ててあった草鞋を見つけ、使用人をいさめた時に向けた言葉。

## 近年の状況

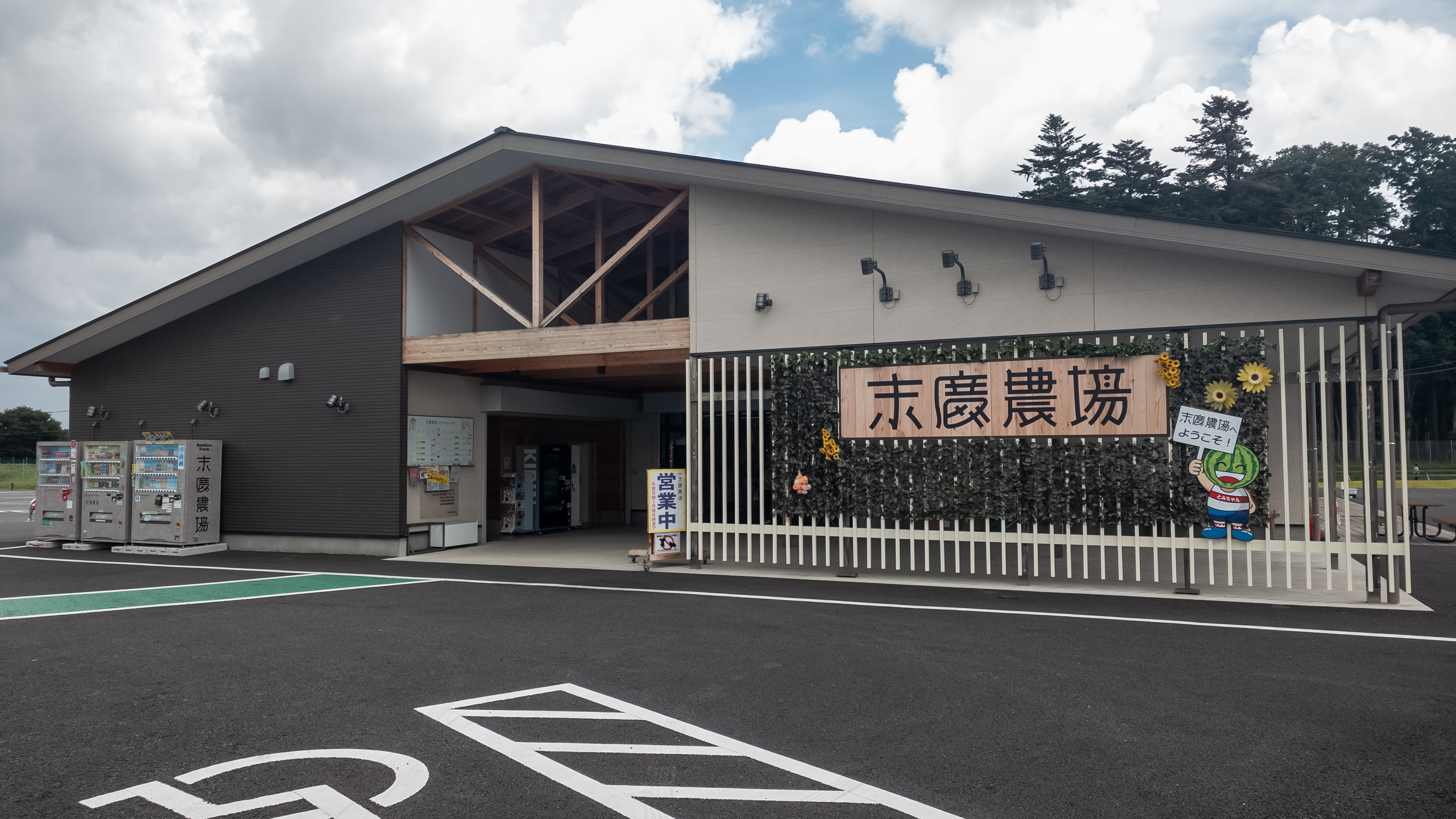
末廣農場

長らく三菱地所の管理のもとにあったが、2012年秋に所在地である富里市に寄付された。敷地は2013年2月28日に同市の市指定史跡とされ、2013年12月24日には主屋、東屋、石蔵が近代和風建築としての価値を認められ、国の登録有形文化財とされた。
2022年6月5日、旧岩﨑久彌末廣農場別邸公園隣りに富里市内初となる観光・交流拠点施設として「末廣農場」がオープンした。